# Risikokosten
Risikokosten (englisch cost of risk) sind in der Betriebswirtschaftslehre Kosten, die im Rahmen des Risikomanagements innerhalb eines Unternehmens gesteuert werden.

## Allgemeines
Ursprünglich kam die Kostenart Risikokosten im Kreditgeschäft des Bankwesens in der Bankkalkulation vor. Durch die Berechnung einer Risikoprämie (Kreditmarge) als Bestandteil des Kreditzinses wird in der Bankkalkulation versucht, drohende erwartete und latente Zahlungsausfälle seitens des Kreditnehmers (Kreditrisiko) abzudecken.
Im Zuge der KonTraG im Jahre 1998 wurde der Begriffsinhalt auf Nichtbanken erweitert und stellt heutzutage einen essentiellen Bestandteil des Risikomanagements als Unternehmensaufgabe dar.

## Nichtbanken
Allgemeines
Unter Risikokosten werden Kosten verstanden, die im Bereich des Risikomanagements für die Risikoanalyse, Risikosteuerung und Kontrolle der Unternehmensrisiken anfallen, um auf lange Frist den Bestand eines Unternehmens zu erhalten und die Unternehmensziele zu erreichen.
Umfang
Der Verständnisrahmen der Risikokosten liegt zwischen Risikomanagement, Risikocontrolling und Kostenmanagement, wobei es keinem der einzelnen Themengebiete direkt zuordenbar ist, da der Übergang sowohl in der Wissenschaft und als auch in der Praxis sehr fließend verläuft. Risikokosten, welche in vielen Unternehmen nur noch unter „Total Cost of Risk“ (TCR) laufen, sind quantifizierbare und steuerbare Kosten, die in Unternehmen im Sinne des Risikomanagements identifiziert und kontrolliert werden. Anhand dieser Kosten, die Risikobewältigung (z. B. Versicherungsprämie) gleichermaßen beinhalten wie die selbst zu tragenden Schäden und die Eigenkapitalkosten, werden Management-Strategien geplant und implementiert. Risikokosten können somit als adäquate Kennzahl (Risikomaß) des Risikocontrollings verstanden werden.
Die Spezifizierung der Risikokosten ist abhängig von den betrachteten Risiken und von den mit diesen Risiken in Verbindung stehenden und berücksichtigten Kosten. Eine klare Abgrenzung zur besseren Identifikation der Risikokosten ist dabei unabdingbar.
Wichtig ist dabei zu klären, um welche Art des Risikos es sich handelt. Bei weiterer Betrachtung muss die Einbeziehung bestimmter zugeordneter Kosten und die Art der Risikotransferlösungen festgelegt werden. Der Transfer von Risiken wird von den Risikokosten der verschiedenen Handlungsalternativen (siehe TCR-Ansatz) entscheidend beeinflusst. Durch den stetigen Transfer solcher Risiken ist es möglich mehr Risiken beim Aufbau von Erfolgspotenzialen zu berücksichtigen.
Anhand verschiedener Ansätze und Maßnahmen ist es stets das Ziel die Risikokosten zu optimieren und zu reduzieren. Die Reduzierung ist als unternehmerische Herausforderung im dynamischen Wettbewerb nicht mehr wegzudenken und kann durch Einsparungen einen Wettbewerbsvorteil hervorbringen.
Arten von Risikokosten
Wesentliche Komponenten der Risikokosten sind beispielsweise:
- Kosten für interne Kontrollsysteme und die Organisation des Risikomanagements (z. B. Notfallorganisation),
- Kosten für Risikotransfer und externe Dienstleistungen (z. B. Versicherungsprämien),
- Kosten der eigenen Verwaltung (z. B. Personal- und Sachkosten),
- Kosten der selbst getragenen Schäden und Schadensabwicklung (z. B. bewusst nicht versicherte Gefahren),
- (kalkulatorische) Kosten des Eigenkapitals (z. B. zur Abdeckung risikobedingter Verluste).

Da über das Eigenkapital die meisten Risiken abgedeckt werden, ist die Berücksichtigung dieses für ein Unternehmen vordergründig von Bedeutung und als wesentliche Komponente anzusehen. Die Gesamtheit dieser Kosten zählen als Risikokosten, man spricht auch von einem Wertbetrag für Risiken.
TCR-Ansatz
Der TCR-Ansatz (englisch total cost of risk, TCR) hat die Aufgabe, Kosten von Risiken im Unternehmen transparent und steuerbar zu machen.
Als ersten Schritt werden die Risikoarten protokolliert und die dazugehörigen Kosten determiniert. Das Ergebnis stellt eine „virtuelle Captive“ dar, welche die zu optimierenden Risikokosten definiert. Zu jeden dieser Einzelrisiken werden nun die relevanten zugehörigen Kosten erfasst. Aus diesen betrachteten Risiken wird anhand einer Risikoaggregation die Gesamtrisikopostition bestimmt, welche eine detaillierte Beurteilung der Risikotragfähigkeit des Unternehmens abbildet. Die Aggregation ist zudem ein obligatorischer Schritt, um die kalkulatorischen Eigenkapitalkosten zu berechnen, welche sich als Produkt von Eigenkapitalbedarf und Eigenkapitalkostensatz ermitteln lassen. Mithilfe diesen anfangs vorliegenden Einzelrisiken versucht man zur Risikobewältigung Effekte der Risikodiversifikation zu nutzen, um die Minimierung der Risikokosten ebenfalls zu unterstützen. Nach Schaffung des Fundaments für weitere Entscheidungen und Strategien zur erhofften Reduzierung der Risikokosten, werden nun mögliche Handlungsalternativen in Betracht gezogen. Hierzu zählen beispielsweise folgende Maßnahmen:
- Aufgabe von Versicherungsschutz und anschließender Eigentragung (kleinere und mittlere Risiken),
- Verbindung verschiedener Risiken (Diversifikationswirkungen),
- Investition in Risikoprävention (Schadenverhütungsprogramme),
- Outsourcing der eigenen Versicherungs- und Schadenadministration.

Im weiteren Prozess werden die Handlungsalternativen auf drei bis fünf Operationen eingeschränkt und mittels des hier gewählten Erfolgsmaßstabs – den Risikokosten – miteinander verglichen. Letztendlich wird die auserwählte Handlungsalternative detaillierter geplant und meist in Form verschiedener Teil-Lösungen umgesetzt.

## Bankwesen
Allgemeines
Risikokosten sind in der Bankbetriebslehre Zusatzkosten, gehören zu den kalkulatorischen Kosten und werden für Ausfallrisiken in der Kosten- und Erlösrechnung im Bankbetrieb berücksichtigt. Die Bankkalkulation ordnet diese Risikokosten als Kostenart den Wertkosten zu; hierzu gehören Abschreibungen, Rückstellungen oder Wertberichtigungen im Zusammenhang mit dem Kreditgeschäft. Zu den Risikokosten zählen konkret Abschreibungen auf Kredite und Rückstellungen sowie Wertberichtigungen auf Eventualverbindlichkeiten, Abschreibungen auf Wertpapiere im Finanzanlagevermögen und Umlaufvermögen und Abschreibungen auf sonstige Finanzinstrumente (wie etwa Wertminderungen bei Devisen oder Sorten).
Bankkalkulation
Risikokosten werden nach allgemeiner Auffassung in die Nettomargenkalkulation einbezogen und damit einem einzelnen Zinsgeschäft zugerechnet, um das bei einer Anlage im Kreditgeschäft bestehende Ausfallrisiko gegenüber seiner Refinanzierung am Geld- oder Kapitalmarkt zum Ausdruck zu bringen.
Die Risikokosten werden in der Gesamtbetriebskalkulation wie folgt berücksichtigt:
```
  
Bankwesen
                              
Versicherungswesen

  
Zinsertrag
                             
Bruttoprämien

  - 
Zinsaufwand
                          + 
Kapitalerträge
 aus 
Kapitalanlagen

  = Zinsüberschuss                       - Risikokosten
  + 
Kursgewinne
                          - Betriebskosten
  - 
Kursverluste

  - Risikokosten
  = Werterfolg des Zinsgeschäfts
  + 
Provisionsüberschuss

  + 
Bankgebühren

  - 
Betriebskosten

  = Gesamtbetriebsergebnis               = Ergebnis aus dem Versicherungsgeschäft
```

Die Risikokosten gehören damit zur Wertsphäre im Bankbetrieb. Sie sind abhängig vom Rating für Finanzinstrumente (Erfüllungsrisiko des Kontrahenten) oder für Schuldner.

## Versicherungswesen
Risikokosten sind in der Versicherungsbetriebslehre die beim Versicherer für das Risikogeschäft, also die Übernahme von Wahrscheinlichkeitsverteilungen von Schäden und deren Ausgleich im Kollektiv und in der Zeit, entstehenden Kosten. Sie umfassen die Schadenskosten für eigene Rechnung, Rückversicherungskosten und die Kosten für Geldhaltung und Kapitalanlage.